# Grigno
Grigno (Grigno in dialetto valsuganotto) è un comune italiano di 2 006 abitanti della provincia autonoma di Trento in Trentino-Alto Adige sito nella Valsugana orientale, al confine con il Veneto.

## Geografia fisica

### Territorio
Nel territorio comunale il torrente Grigno affluisce nel fiume Brenta.

## Origini del nome
Il paese trae il nome dal torrente che lo attraversa, a sua volta di origine preromana. Alcuni vi hanno riconosciuto la radice *krīnia "taglio", "incisione".

## Storia

### Preistoria
I reperti testimoniano la presenza umana nel territorio di Grigno sin dal paleolitico superiore. A quest'epoca vanno riferiti il Riparo Dalmeri e la Grotta di Ernesto, due siti archeologici di grandissima importanza.
Il primo, localizzato a nord della piana di Marcesina a 1240 m s.l.m., rappresenta un antico riparo utilizzato nel periodo estivo e autunnale da cacciatori di stambecchi (come dimostrato dai resti di selvaggina). Sono presenti inoltre le tracce di focolai, infossati e delimitati da pietre, nonché l'impronta di una capanna. Ma il ritrovamento più prezioso riguarda una serie di pietre dove sono state disegnate, con ocra rossa, animali stilizzati, elementi geometrici e figure antropomorfe.
La Grotta di Ernesto si trova a 1165 m s.l.m., lungo le pendici che sovrastano la località Pianello. In essa si trovano le cosiddette "sala del Focolare" e "camera della Torcia", dove si trovano le tracce di una sporadica frequentazione di cacciatori collocabile nel VII millennio a.C..

### Epoca antica
Verso il 1200 a.C. fu costruito il castelliere di Grigno, all'imbocco della Gola del Murelo. Si trattava di una costruzione difensiva costituita da barriere in pietra e legno, dotata di rudimentali torri di avvistamento. Fu probabilmente innalzato dagli Euganei, che si erano ritirati nella zona alpina dopo l'arrivo dei Paleoveneti, ma, più volte rinnovato, continuò a funzionare anche dopo l'epoca romana.
Attorno al 400 a.C. Grigno fu raggiunta da tribù celtiche, mentre nel 172 a.C. i Romani occuparono Feltre, colonizzando anche la Valsugana. In questo periodo fu tracciata la via Claudia Augusta, che collegava Altino a Trento. Il ritrovamento di una tomba e di alcune monete dell'epoca fa pensare alla presenza di un insediamento stabile.

### Medioevo
Dopo la caduta dell'Impero Romano d'Occidente e l'arrivo dei Longobardi, Grigno fu ricompresa nel ducato di Treviso e probabilmente ospitò un presidio militare che faceva base nel castelliere.
In epoca feudale Grigno (con Selva e Martincelli) divenne possedimento dei vescovi-conti di Feltre e fu amministrata dalla famiglia Grigno, loro vassalla. Al 1184 risale la prima citazione scritta del paese, nella variante Grino, mentre nel 1202 compare l'attuale forma Grigno.
Nel 1261 fu rogato il documento che assegnava alla villa di Grigno la montagna di Marcesina, territorio ricco di pascoli e legname che nei secoli successivi fu strenuamente difeso (anche con la forza) dagli sconfinamenti delle comunità vicine. Il fondovalle era collegato alla località mediante i sentieri della Pertega (da Grigno) e delle Traversade (da Tezze).
Nel 1314 la famiglia Grigno, ormai da tempo residente a Feltre, rinunciò al feudo. Con l'arrivo degli Scaligeri nel 1333 Grigno venne inglobata nella giurisdizione di Ivano, retta dai Castelnuovo-Caldonazzo.
Pochi anni dopo il castello fu distrutto dalle truppe di Francesco da Carrara che aveva attaccato Biagio di Castelnuovo. Dopo questo evento il fortilizio non fu più ricostruito, come risulta dall'atto di investitura del 1391, quando Gian Galeazzo Visconti confermò ai Castelnuovo i feudi di Grigno e Tesino (si parla del "dosso dove c'era un castello").

### Dominazione asburgica
Negli anni successivi Grigno seguì le sorti della Valsugana orientale ed entrò nell'orbita asburgica. Sotto questo dominio divenne capoluogo di una propria giurisdizione, seppur dipendente da Ivano.
Al 1592 risale la Carta della Regola, lo statuto della comunità grignata organizzata in forma di regola, anche se essa sembra essere una riedizione di un documento più antico, probabilmente di origine medievale. Forse per non aver preso parte alla cosiddetta guerra rustica, essa manteneva il controllo su una vasta proprietà collettiva composta da boschi, pascoli, campagne e paludi.
Trovandosi al confine con la Repubblica di Venezia, vi fu istituita una dogana per il controllo delle merci in entrata e in uscita dall'Impero, gestita da persone di fiducia di origine tedesca (da qui l'origine del cognome locale Heidenberger tramutato poi in Heidempergher, quest'ultimo ancor oggi presente nel comune ). La posizione di confine rese gli scambi più vivaci e favorì l'aumento demografico, tuttavia il paese fu esposto alle incursioni militari fino alle guerre napoleoniche, soffrendo incendi e saccheggi. A ciò si aggiunsero le calamità naturali: memorabili le inondazioni del torrente Grigno del 1748 e del 1882.
Nella seconda metà dell'Ottocento anche Grigno fu colpita dalla crisi economica che portò numerosi grignati a emigrare in America, specialmente in Brasile. Il fenomeno riprese nel primo e nel secondo dopoguerra, diretto ora all'Austria (Tirolo e Vorarlberg), alla Svizzera, al Belgio e alla Francia. Tra i censimenti del 1921 e il 1991 il comune risulta aver perso un terzo dei suoi abitanti.

### Prima guerra mondiale
In quanto sudditi austroungarici, allo scoppio della grande guerra i grignati furono chiamati alle armi per combattere dalla parte degli Imperi Centrali. Il comune si trovò sin dall'inizio in prima linea data la posizione al confine con il Regno d'Italia: il 21 maggio 1915 il paese venne sgomberato in vista di un attacco italiano che effettivamente avvenne pochi giorni dopo, quando il Regio Esercito superò la frontiera e occupò la Valsugana orientale. Gli abitanti, fedeli sudditi imperiali, accolsero con diffidenza gli invasori, contro i quali, peraltro, combattevano i loro militari. Dopo questo evento, i civili rimasti furono fatti evacuare via treno verso il Veneto e il resto d'Italia.
Nel settembre 1917 la zona vide l'ammassamento di circa quarantamila soldati italiani, in previsione di un attacco al Tirolo. Ma la rotta di Caporetto del novembre successivo costrinse al ritiro anche le truppe della Valsugana, spostando i combattimenti sull'altopiano di Asiago e il monte Grappa.
Il 4 novembre 1918 dopo molti secoli sotto il dominio asburgico Grigno e il resto del Trentino passarono nel Regno d'Italia..

### Seconda guerra mondiale e resistenza
Dopo l'armistizio di Cassibile, Grigno, come tutto il Trentino-Alto Adige, fu compresa nella zona d'operazioni delle Prealpi. Tutti i maschi residenti delle classi dal 1894 al 1926 furono chiamati a prendere parte all'organizzazione Todt che si occupava della realizzazione di infrastrutture a scopi militari. A Grigno furono innalzate baracche per ospitare gli operai, impiegati nella costruzione di fortificazioni e strade e nel ripristino dei ponti bombardati.
Frattanto aveva preso vigore la Resistenza, rappresentata, in queste zone, dai partigiani del Battaglione "Gherlenda", inquadrato nella Brigata "Gramsci".
Durante l'inverno 1944-45 l'intera Valsugana fu soggetta a bombardamenti alleati quasi giornalmente, in quanto rappresentava uno dei più importanti collegamenti con la Germania, in particolare per l'approvvigionamento delle truppe tedesche in Italia. Tra febbraio e aprile fu proprio Grigno ad essere coinvolta, con ripetuti attacchi alla stazione, alla ferrovia, ai ponti e alle strade. Ma ingenti danni si contarono anche tra gli edifici civili: venne raso al suolo l'albergo "Al Ponte" e furono gravemente colpite la chiesa e le abitazioni; si contò anche una vittima.

### Simboli
Lo stemma è stato riconosciuto con decreto del capo del governo del 25 settembre 1929.
La croce rossa ricorda le lotte e il sangue sparso dai grignati per la conquista della montagna; le undici cime rappresentano le malghe che un tempo significavano indipendenza economica della comunità e che erano Val d'Antenne, Valle, Val Brutta, Val Coperta di Sopra, Val Coperta di Sotto, Monte Cucco, Scura, Campocapra, Lagosin, Giogomalo, Val Vacchetta.
Il gonfalone, riconosciuto con D.C.G. del 6 novembre 1937, è un drappo troncato di verde e di rosso.

## Monumenti e luoghi d'interesse

### Architetture religiose
- Chiesa dei Santi Giacomo e Cristoforo, antica pieve ora sconsacrata
- Chiesa di San Giacomo Maggiore.
- Chiesa di Sant'Antonio di Padova.
- Chiesetta di San Udalrico.

### Architetture civili
Nel comune sono presenti testimonianze del periodo preistorico, in particolare del paleolitico superiore. Due sono i siti archeologici nei quali sono stati effettuati ritrovamenti: il riparo Dalmeri e la grotta di Ernesto, che si trovano a nord della piana della Marcésina a 1200 m di altitudine.
Lungo la strada che conduce alla frazione di Selva si può trovare una calchera da poco ristrutturata, denominata calchera de Boro, utilizzata in passato per la produzione della calce ottenuta cuocendo le rocce calcaree.

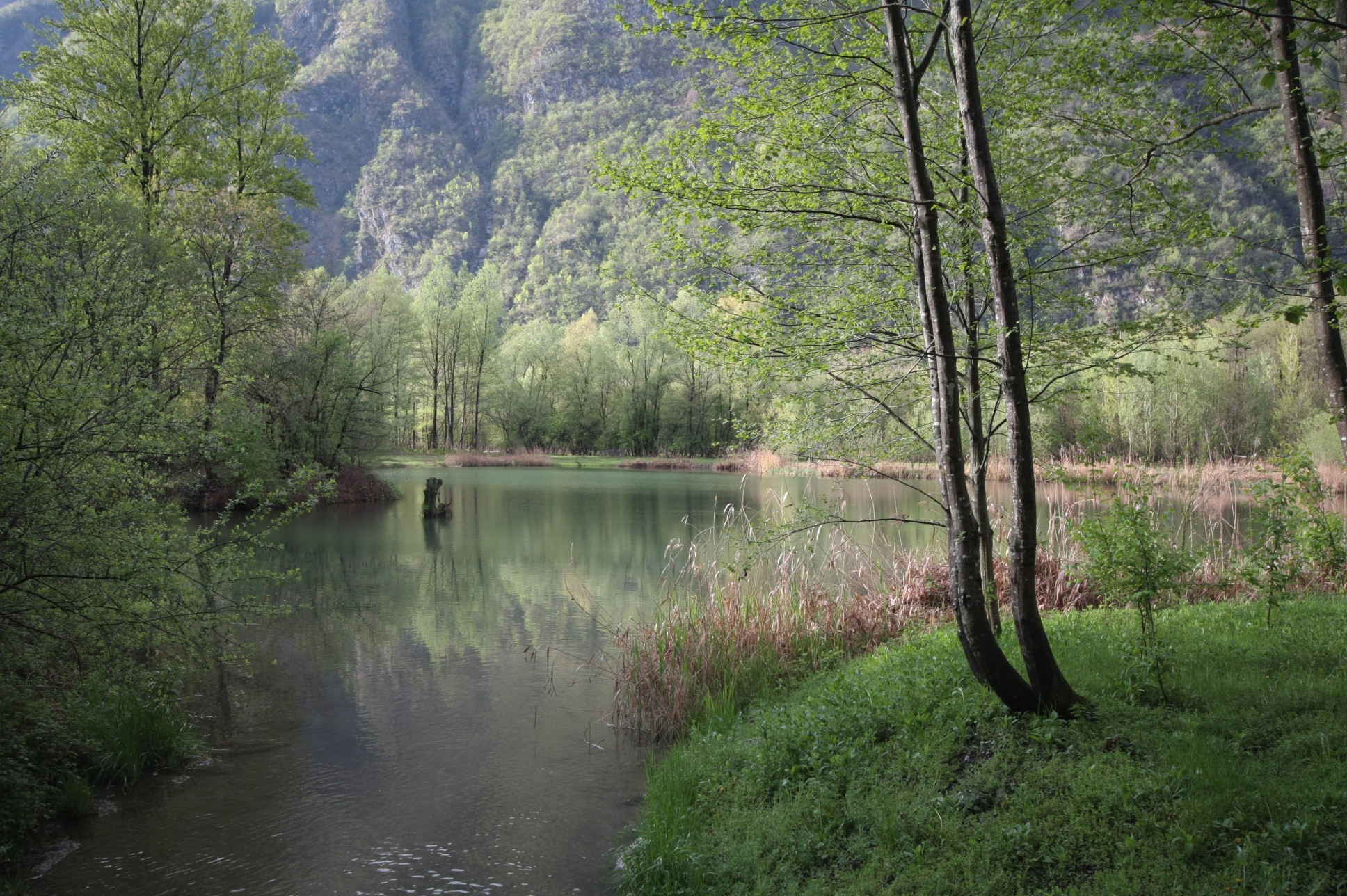
Biotopo di Fontanazzo, stagno.

### Architetture militari
- Trincerone, postazione coperta in calcestruzzo costruita sbancando e rialzando l'argine sinistro del torrente Grigno nel periodo della prima guerra mondiale dal Genio militare dell'esercito del Regno d'Italia. Si tratta di una lunghissima trincea coperta che si sviluppa per circa settecento metri dall'abitato di Grigno sino alla confluenza del torrente omonimo con il fiume Brenta.[12]

### Aree naturali
- Biotopo Fontanazzo e biotopo Sorgente Resenzuola, inclusi nella Rete Natura 2000 ai sensi della Direttiva Habitat.
- Grotta della Bigonda, nei pressi della località Selva, di sviluppo complessivo oltre i 30 km, e grotta Calgeron.

## Società

### Evoluzione demografica
Abitanti censiti

## Amministrazione
| Periodo           | Periodo           | Primo cittadino    | Partito      | Carica  | Note |
| ----------------- | ----------------- | ------------------ | ------------ | ------- | ---- |
| 9 maggio 2005     | 22 settembre 2020 | Leopoldo Fogarotto | Lista civica | Sindaco |      |
| 22 settembre 2020 | in carica         | Claudio Voltolini  | Lista civica | Sindaco |      |

### Altre informazioni amministrative

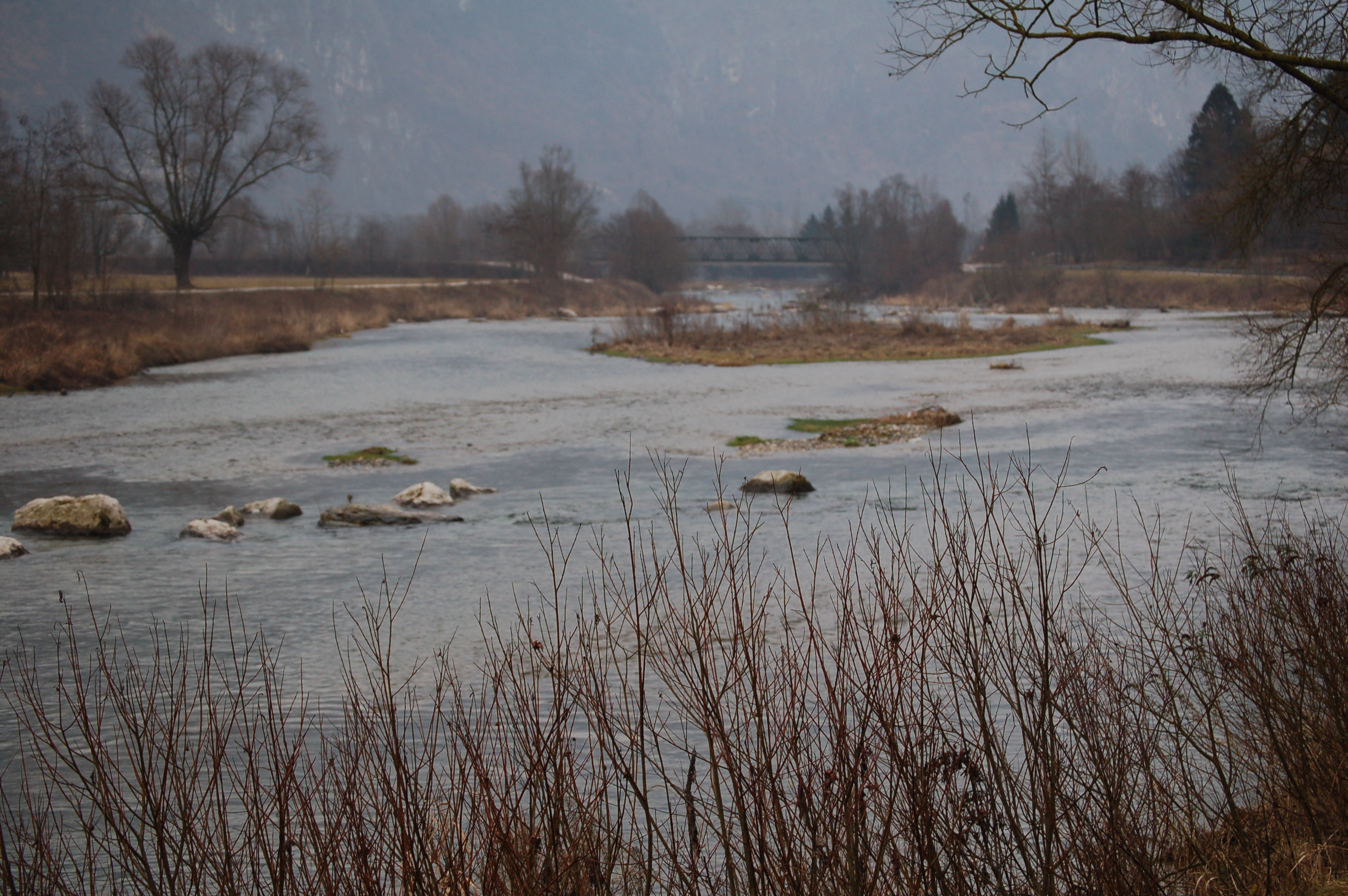
Il fiume Brenta nei pressi di Grigno

La circoscrizione territoriale ha subito le seguenti modifiche:
- nel 1928 aggregazione di territori del soppresso comune di Ospedaletto;
- nel 1957 distacco di territori per la ricostituzione del comune di Ospedaletto (Censimento 1951: pop. res. 841).[14]

## Sport
Il paese di Grigno, unitamente con i comuni di Ospedaletto e Castel Ivano, è rappresentato in ambito calcistico dalla società A.S.D. Ortigaralefre (nata nel 2009 dalla fusione delle società U.S. Ortigara Grigno e A.S.D. Monte Lefre).